# Scottish Championship 2023-2024
La Scottish Championship 2023-2024 è l'undicesima edizione dell'omonima competizione e la 118ª edizione totale della seconda serie del campionato scozzese di calcio. La stagione è iniziata il 4 agosto 2023 e si è conclusa il 3 maggio 2024.
Il Dundee United ha vinto il torneo per la quarta volta nella sua storia ed è stato promosso in Premiership.

## Stagione

### Novità
Dalla Scottish Premiership 2022-2023 è retrocesso il Dundee Utd, mentre dalla Scottish League One sono stati promossi il Dunfermline e l'Airdrieonians, quest'ultima tramite play-off. Queste squadre sostituiscono rispettivamente il Dundee (promosso in Premiership), Hamilton Academical e Cove Rangers (retrocessi in League One).

### Regolamento
Il campionato è composto di 10 squadre che si affrontano in doppi gironi di andata e ritorno per un totale di 36 giornate.

La prima classificata viene promossa direttamente in Scottish Premiership. La 2ª, la 3ª e la 4ª classificata e l'11ª classificata della Scottish Premiership 2023-2024 si affrontano nei playoff per un posto in Scottish Premiership.

L'ultima classificata viene retrocessa direttamente in Scottish League One. La 9ª classificata partecipa ai playoff per un posto in Scottish Championship assieme alla 2ª, alla 3ª e alla 4ª classificata in Scottish League One 2023-2024.

## Squadre partecipanti
| Squadra         | Città       | Stadio              | Stagione precedente                                       |
| --------------- | ----------- | ------------------- | --------------------------------------------------------- |
| Airdrieonians   | Airdrie     | Excelsior Stadium   | 3º posto in Scottish League One, promosso dopo i play-off |
| Arbroath        | Arbroath    | Gayfield Park       | 8º posto in Scottish Championship                         |
| Ayr Utd         | Ayr         | Somerset Park       | 2º posto in Scottish Championship                         |
| Dundee Utd      | Dundee      | Tannadice Park      | 12º posto in Scottish Premiership, retrocesso             |
| Dunfermline     | Dunfermline | East End Park       | 1º posto in Scottish League One, promosso                 |
| Greenock Morton | Greenock    | Cappielow Park      | 5º posto in Scottish Championship                         |
| Inverness       | Inverness   | Caledonian Stadium  | 6º posto in Scottish Championship                         |
| Partick Thistle | Glasgow     | Firhill Stadium     | 4º posto in Scottish Championship                         |
| Queen's Park    | Glasgow     | Lesser Hampden Park | 3º posto in Scottish Championship                         |
| Raith Rovers    | Kirkcaldy   | Stark's Park        | 7º posto in Scottish Championship                         |

## Classifica finale
|  | Pos. |                 | Pt | G  | V  | N  | P  | GF | GS | DR  |
|  | ---- | --------------- | -- | -- | -- | -- | -- | -- | -- | --- |
|  | 1.   | Dundee Utd      | 75 | 36 | 22 | 9  | 5  | 73 | 23 | +50 |
|  | 2.   | Raith Rovers    | 69 | 36 | 20 | 9  | 7  | 58 | 42 | +16 |
|  | 3.   | Partick Thistle | 55 | 36 | 14 | 13 | 9  | 63 | 54 | +9  |
|  | 4.   | Airdrieonians   | 52 | 36 | 15 | 7  | 14 | 44 | 44 | 0   |
|  | 5.   | Greenock Morton | 45 | 36 | 12 | 9  | 15 | 43 | 46 | -3  |
|  | 6.   | Dunfermline     | 45 | 36 | 11 | 12 | 13 | 43 | 48 | -5  |
|  | 7.   | Ayr Utd         | 44 | 36 | 12 | 8  | 16 | 53 | 61 | -8  |
|  | 8.   | Queen's Park    | 43 | 36 | 11 | 10 | 15 | 50 | 56 | -6  |
|  | 9.   | Inverness       | 42 | 36 | 10 | 12 | 14 | 41 | 40 | +1  |
|  | 10.  | Arbroath        | 23 | 36 | 6  | 5  | 25 | 35 | 89 | -54 |

Legenda:

      Campione di Championship e promossa in Premiership 2024-2025
 Ammessa ai play-off o ai play-out.
      Retrocessa in League One 2024-2025
Tre punti a vittoria, uno a pareggio, zero a sconfitta.
La classifica viene stilata secondo i seguenti criteri:
- Punti conquistati
- Differenza reti generale
- Reti totali realizzate
- Punti realizzati negli scontri diretti
- Differenza reti negli scontri diretti
- Reti realizzate negli scontri diretti
- play-off (solo per definire la promozione, la retrocessione e i playoff)

## Spareggi

### Play-off Premiership/Championship

#### Quarto di finale
| Andata:        |                 |       |                 |                            |
| 7 maggio 2024  | Airdrieonians   | 2 – 2 | Partick Thistle | Airdrie, Excelsior Stadium |
| Ritorno:       |                 |       |                 |                            |
| 10 maggio 2024 | Partick Thistle | 2 – 1 | Airdrieonians   | Glasgow, Firhill Stadium   |

#### Semifinale
| Andata:        |                 |                    |                 |                          |
| 14 maggio 2024 | Partick Thistle | 1 – 2              | Raith Rovers    | Glasgow, Firhill Stadium |
| Ritorno:       |                 |                    |                 |                          |
| 17 maggio 2024 | Raith Rovers    | 1 – 2 (4-3 d.c.r.) | Partick Thistle | Kirkcaldy, Stark's Park  |

#### Finale

##### Andata
| Arbitro: | John Beaton |

|             |           |                               |
| Stanton 82’ | Marcatori | 53’ (rig.) Dhanda 71’ Baldwin |

##### Ritorno
| Arbitro: | Donald Robertson |

|                                     |           |  |
| Murray 19’, 75’ White 47’ Khela 86’ | Marcatori |  |

### Play-off Championship/League One

#### Semifinali
| Andata:        |                     |       |                     |                               |
| 7 maggio 2024  | Montrose            | 0 – 0 | Inverness           | Montrose, Links Park          |
| 7 maggio 2024  | Alloa Athletic      | 2 – 2 | Hamilton Academical | Alloa, Recreation Park        |
| Ritorno:       |                     |       |                     |                               |
| 11 maggio 2024 | Inverness           | 1 – 0 | Montrose            | Inverness, Caledonian Stadium |
| 11 maggio 2024 | Hamilton Academical | 3 – 2 | Alloa Athletic      | Hamilton, New Douglas Park    |

#### Finale

##### Andata
| Arbitro: | Graham Grainger |

|                     |           |            |
| O'Hara 6’ Owens 22’ | Marcatori | 78’ Pepple |

##### Ritorno
| Arbitro: | Euan Anderson |

|                       |           |                          |
| Kerr 31’ Samuel 90+8’ | Marcatori | 8’, 41’ O'Hara 12’ Smith |